# Даурова Іліта Кирилівна
Іліта Кирилівна Даурова (нар. 26 грудня 1919, Хуссар-Ламардон, Північна Осетія — 1 листопада 1999, Москва, Росія) — радянська льотчиця, розвідниця, учасниця Великої Вітчизняної війни. Майстер парашутного спорту СРСР.

## Біографія
Іліта Даурова народилася в гірському селищі Хуссар-Ламардон 26 грудня 1919 року. У 1921 році значна частина жителів села, а з ними і родина Іліти, змогла влаштуватися на рівнині в селищі Фарн.
Закінчивши початкову школу, Іліта працювала в колгоспі імені Сталіна, незабаром стала ланковою, побувала від колгоспу на ВДНГ.
У 1934 році Іліту послали у всесоюзний табір «Артек» як одну з найкращих комсомолок. Там вона вперше зустрілася з майбутнім військовим льотчиком Харитоном Саламовим. Він розповів про свої плани вчитися на льотчика.
У 1939 році Іліту Даурову відправили в Москву на підготовчі курси в Академію радземлеробства. Там вона вступила в аероклуб і відчула своє покликання в авіації. Як одну з кращих активісток аероклубу, Іліту направили до Харківського авіаційного училища. Майстер парашутного спорту СРСР.
В училищі вона зустріла Харитона Саламова, вони полюбили один одного і стали готуватися до весілля. Влітку 1941 року Іліта і Харитон вирішили одружитися, але два дні традиційного весілля розділив початок війни. Весілля перетворилось на проводи, домовилися закінчити весілля після перемоги. Однак Харитон Саламов не повернувся з війни, він без вісті пропав в 1941 році під Севастополем.

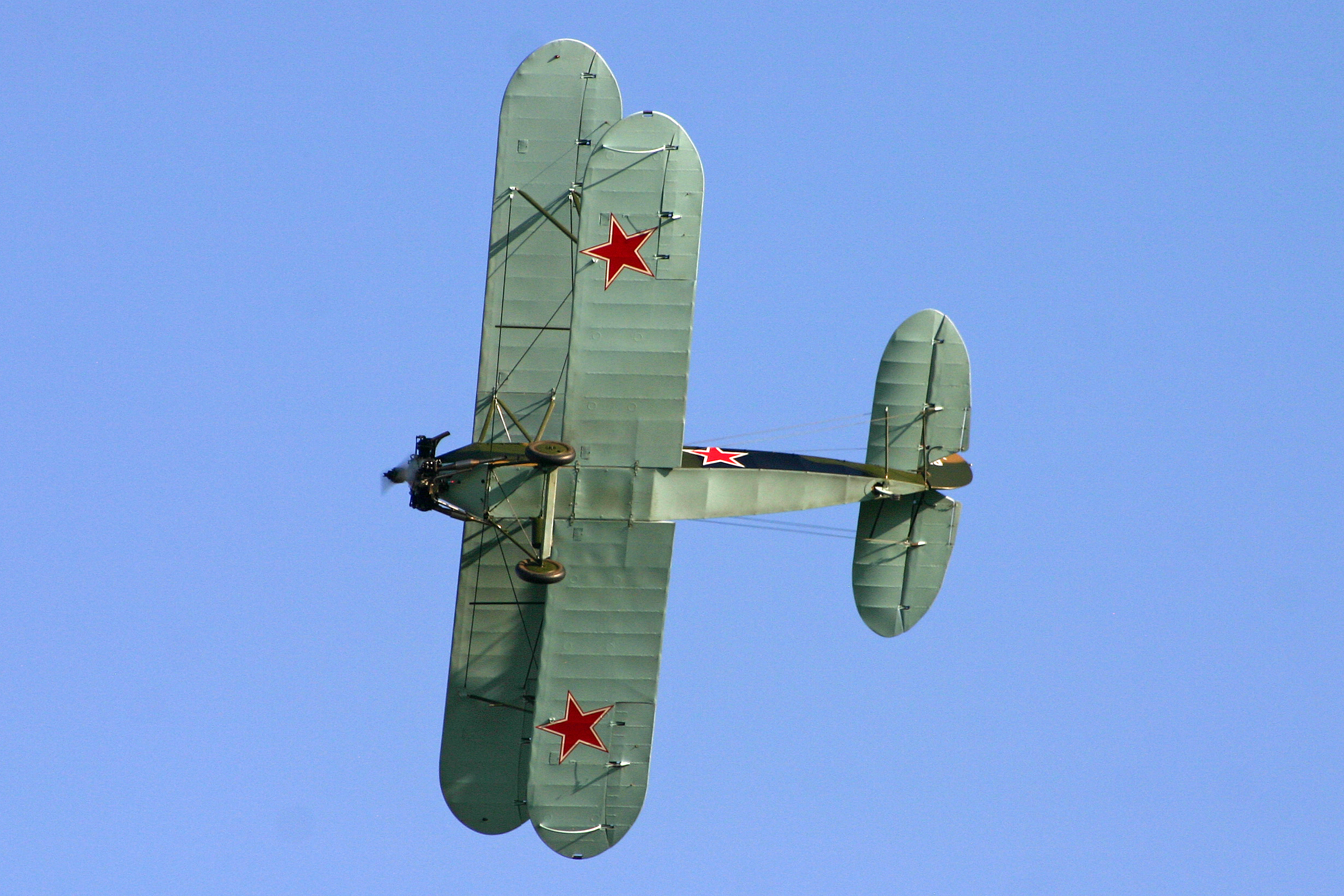
У-2 (По-2) в польоті

Війна для Іліти Даурової почалася в льотній частині під Туапсе. Там вона отримала своє бойове прізвисько Діка (за ініціалами імені). Їй потрібно було літати на У-2, виконуючи різні завдання в Криму і Приазов'ї. На 82-му бойовому вильоті літак Іліти був збитий над морем, але льотчиця зуміла вистрибнути і врятувалася. З води їй допомогли вибратися радянські моряки-підводники. Наслідком переохолодження стало запалення легенів. Поки Іліта була в госпіталі, її частину перевели в Азербайджан, тоді Іліта Даурова отримала направлення в 3-й морський полк 7-ї бригади морської піхоти, командиром роти розвідників. Була поранена в голову, після довгих місяців лікування була демобілізована і повернулася до Північної Осетії в 1944 році.
Після війни працювала в Тсоавіахімі, в 1947—1948 рр. директором контори Заготтваринсировина, в 1948—1949 рр. — начальником відділу кінофікації Пригородного району, в 1952 р. обрана секретарем Орджонікідзевського райкому КПРС. З 1957 року працювала завідуючою дитячим садом с. Камбілеєвське. У 1966 році обрана головою виконкому Камбілеєвської сільської ради.
З 1979 року жила в Москві на вулиці Генерала Глаголєва. До глибокої старості була головним хранителем народного музею К. Є. Ворошилова. Померла Іліта Даурова 1 листопада 1999 року.
Похована на Алеї Слави у Владикавказі.

## Пам'ять
Іменем Іліти Даурової названі вулиці в селах Фарн, Камбілеєвське та Ір Республіки Північна Осетія — Аланія. У Фарні упорядкована Алея імені Даурової і готується до відкриття скульптурна композиція роботи Ібрагіма Хаєва.
Їй присвячені численні статті в місцевій пресі, сюжети на телебаченні.
Іліта Даурова згадується в інтернет-дискусіях весни 2019 року, пов'язаних з вибором імені для увічнення пам'яті в назві аеропорту Владикавказу.

## У культурі
Образ Іліти Даурової надихнув письменника Тотирбека Джатієва на створення повісті «В повітрі осетинка» (ос. «Уæлдæфы ирон чызг»). У російському перекладі вона вийшла під назвою «Діка» (прізвисько Іліти на війні) в 1978 році.
Іліта Даурова згадується на уроках осетинської мови як приклад осетинки учасниці Великої Вітчизняної війни. Повість Джатієва входить в список рекомендованої літератури в шкільному курсі.